# Qui nuper
Qui nuper ist eine Enzyklika von Papst Pius IX., mit der am 18. Juni 1859 die italienischen Einigungsbewegungen kommentierte und  sich zur Stellung über  den „päpstlichen Staat“  äußerte. Er stellt gleichsam fest, dass die revolutionäre Bewegung in ganz Italien auch auf die päpstlichen Gebiete hereingebrochen sei, deshalb tadelte er die Revolutionäre und nannte sie Rebellen, die das legitime Recht und die Souveränität des Heiligen Kirchenstaates missachten würden.
Diese Enzyklika, schrieb Pius IX., solle deshalb alle Beteiligten ermahnen und sie auffordern, das von Gott gegebene Recht zu bewahren. Abschließend kündigte er an, dass er alles unternehmen werde, die Zitadelle und das Bollwerk des Glaubens zu beschützen. Er rief aber auch zur Vernunft und zum Gebet auf und spendete Trost an alle ehrwürdigen Mitbrüder.